# Asemum caseyi
Asemum caseyi là một loài bọ cánh cứng trong họ Cerambycidae.